# Ricco Groß
Ricco Groß   (Bad Schlema, 22 d'agost de 1970) és un biatleta alemany, ja retirat, que va destacar entre les dècades del 1990 i del 2000. Al llarg de la seva carrera guanyà vuit medalles olímpiques en biatló en cinc Jocs Olímpics diferents.

## Carrera esportiva
Va participar en els Jocs Olímpics d'Hivern de 1992 realitzats a la ciutat d'Albertville (França), on va aconseguir guanyar la medalla d'or en la prova de relleus 4x7,5 km i la medalla de plata en la prova de 10 quilòmetres esprint, uns metalls que repetiria en els Jocs Olímpics d'Hivern de 1994 realitzats a Lillehammer (Noruega). En els Jocs Olímpics d'Hivern de 1998 realitzats a Nagano (Japó) va aconseguir repetir l'èxit en la prova de relleus 4x7,5 km, finalitzant a més sisè en la prova de 20 km. individuals i dissetè en la prova de 10 quilòmetres esprint. En els Jocs Olímpics d'Hivern de 2002 realitzats a Salt Lake City (Estats Units) aconseguí guanyar la medalla de plata en la prova de relleus 4x7,5 km i la medalla de bronze en els 12.5 km. persecució, a més de finalitzar quart en les proves de 10 km. espring i 20 quilòmetres individual. Finalment, en els Jocs Olímpics d'Hivern de 2006 realitzats a Torí (Itàlia) aconseguí una nova medalla d'or en els relleus 4x7,5 km, la seva vuitena medalla olímpica, i finalitzà sisè en els 10 km. esprint, onzè en els 20 km. individuals i dotzè en els 12,5 km. persecució.
Al llarg de la seva carrera ha guanyat 20 medalles en el Campionat del Món de biatló: nou d'or, cinc de plata i sis de bronze, entre les edicions del 1991 i 2007.